# Tilachlidiopsis racemosa
Tilachlidiopsis racemosa är en svampart som beskrevs av Keissl. 1924. Tilachlidiopsis racemosa ingår i släktet Tilachlidiopsis och familjen Tricholomataceae.   Inga underarter finns listade i Catalogue of Life.